# 广西壮族自治区革命委员会
广西壮族自治区革命委员会，简称广西壮族自治区革委会、广西革委会，是文化大革命时期及之后一段时间广西壮族自治区的最高行政机构。

## 历史
1967年11月18日，中共中央、国务院、中央军委、中央文革小组发出《关于广西问题的决定》，决定建立广西壮族自治区革命委员会筹备小组，由韦国清负责领导革筹小组工作。经中共中央、国务院、中央军委、中央文革1968年8月20日批准，8月26日广西壮族自治区革命委员会正式成立，设委员135人，常委29人，副主任12人。1970年4月3日，经中共中央批准，中共广西壮族自治区革命委员会核心小组成立。

## 历任领导

### 前期
- 主任：韦国清
- 副主任：欧致富、魏佑铸、焦红光、霍成忠、安平生、韦世经、林福文、毛风鸾、廖炜雄、龙智铭、颜景堂、曾春生（以上人员，革委会成立初期成员）

### 后期
- 主任：安平生
- 副主任：欧致富、魏佑铸、焦红光、霍成忠、韦世经、林福文、毛风鸾、廖炜雄、龙智铭、颜景堂、曾春生、刘重桂、赵欣然、韦祖珍、乔晓光、覃应机（以上人员，为1975年10月调整后的成员）